# Церква Святого Стефана (Город)
Церква Святого Стефана (Город) — дерев'яна гуцульська церква в с. Город Івано-Франківської області, Україна, пам'ятка архітектури національного значення, датована 1868 роком.

## Історія
Церкву почали будувати 1868 році замість церкви, збудованої наприкінці XVIII ст., та освятили в квітні 1872 року Косівський декан о. Сильвестр Сіминович за участю пароха з Соколівки о. Дем’яна Зварича та отця-експозита Якова Сінгалевича. Вона була філією Церкви Святого Василія Великого в Косові. Храм розташований на території кладовища в східній частині села, біля головної дороги.
Церкву датують за написом, який написав о. Яків Сінгалевич на двох останніх сторінках церковного Євангелія:
| «гадка будувати нову церкву постала 1868 року за вч. о. Андрея Стотанчика, тогдашнього священика у Москалівці і Городі, коли сприяло обстоятельство, що з лісу камерального при доброті злісного Обста за мірну ціну добрий будовляний матеріал получити можна було»[5]. |
Загалом о. Андрій назбирав 300 золотих ринських і 4 жовтня 1870 року уклав угоду з майстром Герасимом Ковбчуком з Бабиного на будівництво, очікувана вартість якого складала 400 золотих ринських. Члени громади також брали участь у будівництві, зокрема Петро Савчук і Дмитро Яремійчук. У 1871 році о. Андрій Стотанчик був переведений до с. Пациків Станіславського деканату, а будівництво здійснюваломь під наглядом о. Йосифа Тиховича, а потім о. Якова Сінгалевича. Церкву завершили в березні 1872 року. Церква була перекрита гонтом.
До 1871 року в церкві відправи були тричі на рік: Великдень, свято Святого Юрія, свято Святого Стефана (у третій день Різдва), а в 1872 році вже літургії проводились щотретьої неділі.
Також церкву датують по таблиці, виготовленій графіком Петром Федусевичем та розміщеній у святилищі на запрестольній стіні з таким написом: 
| «Во славу Вседержителя Бога созданий сей храм года 1868 под проводом о. Андрея Стотанчика, совершен і внутренно украшен под проводом о. Якова Сінгалевича при ревном содействію провізоров церковних: Дмитра Яремійчука і Петра Савчука, і всей громади Городской года 1776»[5]. |
Гроші на облаштування церкви збирались у різний спосіб, зокрема було зібрано 26 золотих ринських під час її освячення, кошти надали жертводавці, такі як: Дмитро Яремійчук, Василина Яремійчук, Параска Савчук, Петро Савчук, Федір Сав’юк, дружина священика Валерія та його сини (Ярослав, Володимир, Олександр). Також о. Яків був деканальним місіонером з питань запровадження тверезості. Він проповідував в селах Косівського деканату та збирав кошти на облаштування церкви.
В церкві зберігається видане в 1875 році в Києво-Печерській лаврі Євангіліє, Ірмологіон та служебник, виданий в 1866 році у Львові.
Церква налажала до складу Української греко-католицької церкви, а 9 жовтня 1900 року церкву відвідав з візитацією владика Андрей Шептицький, який об’їжджав всі парафії Косівського деканату. До сільської парафії належало 342 греко-католиків, під головуванням священика-експозита діяла позичкова каса «Власна поміч» та при церкві діяло Братство тверезості (130 учасників).
Храм зазнав значних руйнувань під час Другої світової війни, зокрема її стіни мали 219 пробоїн від осколків і куль, проте дозволу на ремонту органи влади не надали.
Лист виконавчого комітету Косівської районної ради до виконавчного комітету обласної ради містив такий запис: 
| «религиозное общество РПЦ, действовавшее до 1960 года распалось, поэтому было снято с регистрации (решение № 617 от 09.03.61 г.). Бывшее культовое здание не освоено»[5]. |
Станом на 1973 рік будівля церкви не використовувалась "тому що розташована на діючому кладовищі". Того ж року її передали передано Городянській школі під спортзал, проте за цим призначенням її не використовували, тож вона занепадала.
У радянський період церква  охоронялась як пам'ятка архітектури Української РСР (№ 1163).
З ініціативи о. Дмитра Близнюка церкву у 1988 році почав ремонтувати Лук’ян Іванюк, який займався роботою з бляхою та пізніше став керівником виконавчого органу релігійної громади.
Після численних клопотань громади 23 червня 1989 року Уряд СРСР вирішив:
| «Учитывая неоднократные ходатайства верующих с. Город, исполком районного Совета народных депутатов считает необходимым возобновить деятельность религиозного общества РПЦ в с. Городе и просит исполком Ивано-Франковского областного Совета по делам религии при Совете Министров СССР, Советом по делам религии при Совете Министров УССР о регистрации религиозного общества РПЦ в селе Город и предоставлении культового здания, которое находится в даном селе»[5]. |
30 вересня 1989 року Рада в справах релігій при Раді Міністрів СРСР вирішила зареєструвати релігійну громаду РПЦ в с. Город, а 8 жовтня 1989 року відбулися загальні збори церковної двадцятки, які прийняли низку рішень щодо призначення виконавчого органу релігійної громади і його голови (Іванюк Л.М.)  заступника голови (Колобейчик Д.В.) , голови ревізійної комісії (Стефуранчин П.І.), його заступника (Петричук М.Л.), касира (Палійчук Д.Д.). Через місяць 8 листопада 1989 року церкву освятили.
Церква була капітально відремонтована (1993 р.).
Церкву використовує громада Православної церкви України.  Храмові свята: Святого Первомученика Стефана (9 січня) та Святого Великомученика Дмитрія (8 листопада).

## Священики храму
сотр. о. Андрій Стотанчик 1866 – 1871
сотр. о. Йосиф Тихович 1871 - 1872
сотр. о. Яків Сінгалевич 1872 - 1882
сотр. о. Теофіл Петровський 1882 - 1885
сотр. о. Амброзій Січинський 1886 - 1887
сотр. о. Ян Воєводка 1887 - 1889  
сотр. о. Олексій Заклинський 1889 - 1891
сотр. о. Михайло Єднакий; 1891 - 1900
експозит о. Маркіян Шанковський; 1900 - 1910 
експ. о. Володимир Скоробагатий; з 01.03.1910 - 1915
експозит о. Стефан Кунанець 1915 - 1920
експозит о. Генрік Рачковський 1920 - 1922 
експозит Омелян Абрисовський 1922 - 1924 
експозит о. Михаїл Могильняк (*1896) 1924 - 1944  
о. Дмитро Близнюк (*1944 с. Раковець – +2004 м. Косів), висвячений 1971 р., настоятель 1976 - 2004  
о. Ростислав Близнюк *8 січня 1979 м. Косів настоятель з 2004 р.

## Архітектура
Церква зрубна, хрестопдібна в плані, з квадратною навою та вузькими боковими раменами, до південного з яких прилягає засклений ганок. До бабинця також прибудовано ганок. Опасання церкви лежить на вінцях зрубів. Нава має восьмигранну основу на якій розташована шатроподібна баня з ліхтарем та маківкою. Бокові зруби мають високі двоскатні дахи, які досягають двох третин восьмигранної частини нави. Опасання і стіни над опасанням, дахи перекриті бляхою, стіни під опасанням мають вигляд відкритого зрубу. Вікна пластикові.
В храмі зберігся металевий кіот, іконостас, ікони, хрести, виконані в гуцльському стилі.

## Дзвіниця
До складу пам'ятки входила двоярусна дерев'яна дзвіниця, перший ярус якої квадратний зі зрубу, а другий каркасний восьмигранний. Дах був шатровий восьмигранний. Дзвіниця втрачена внаслідок пожежі. Натомість поруч з церквою побудували муровану дзвіницю.